# Північно-Донецька залізниця

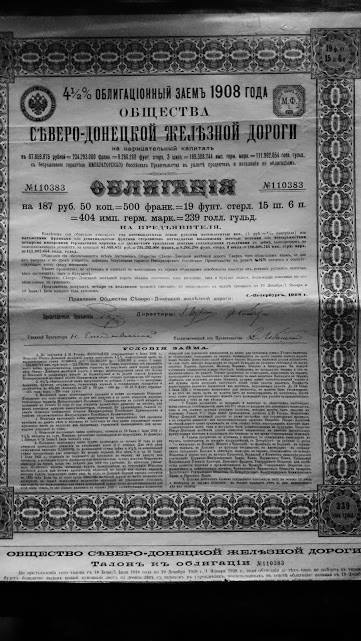
1908. Облігація Північно-Донецької залізниці.

Північно-Донецька залізниця (також Сєвєродонецька та Сіверсько-Донецька; рос. дореф. Сѣв.-Дон. жел. дор. / рос. Северо-Донецкая железная дорога) — історична магістраль Льгов—Харків—Родакове—Лиха, з гілками на Краматорську, Микитівку, Бежанівку та інші.
Північно-Донецька залізниця поєднувала Донбас та Слобожанщину з Московією, для вивозу вугілля до центру імперії, також приєднувалася до Харківсько-Азовської лінії щоб мати доступ до морських портів Приазов'я. Утворена у 1908 році.

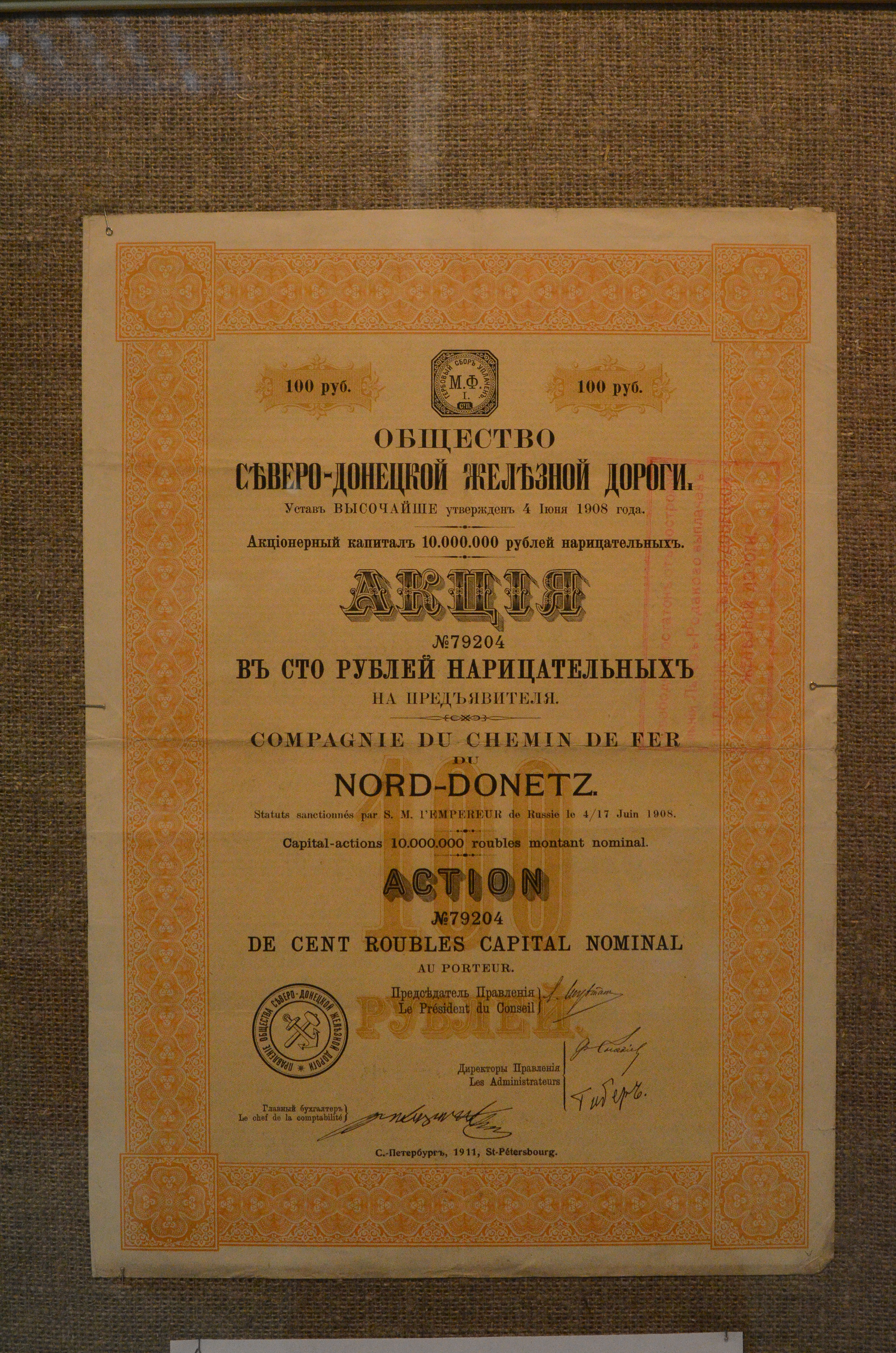
Акція товариства Північно-Донецької залізниці.

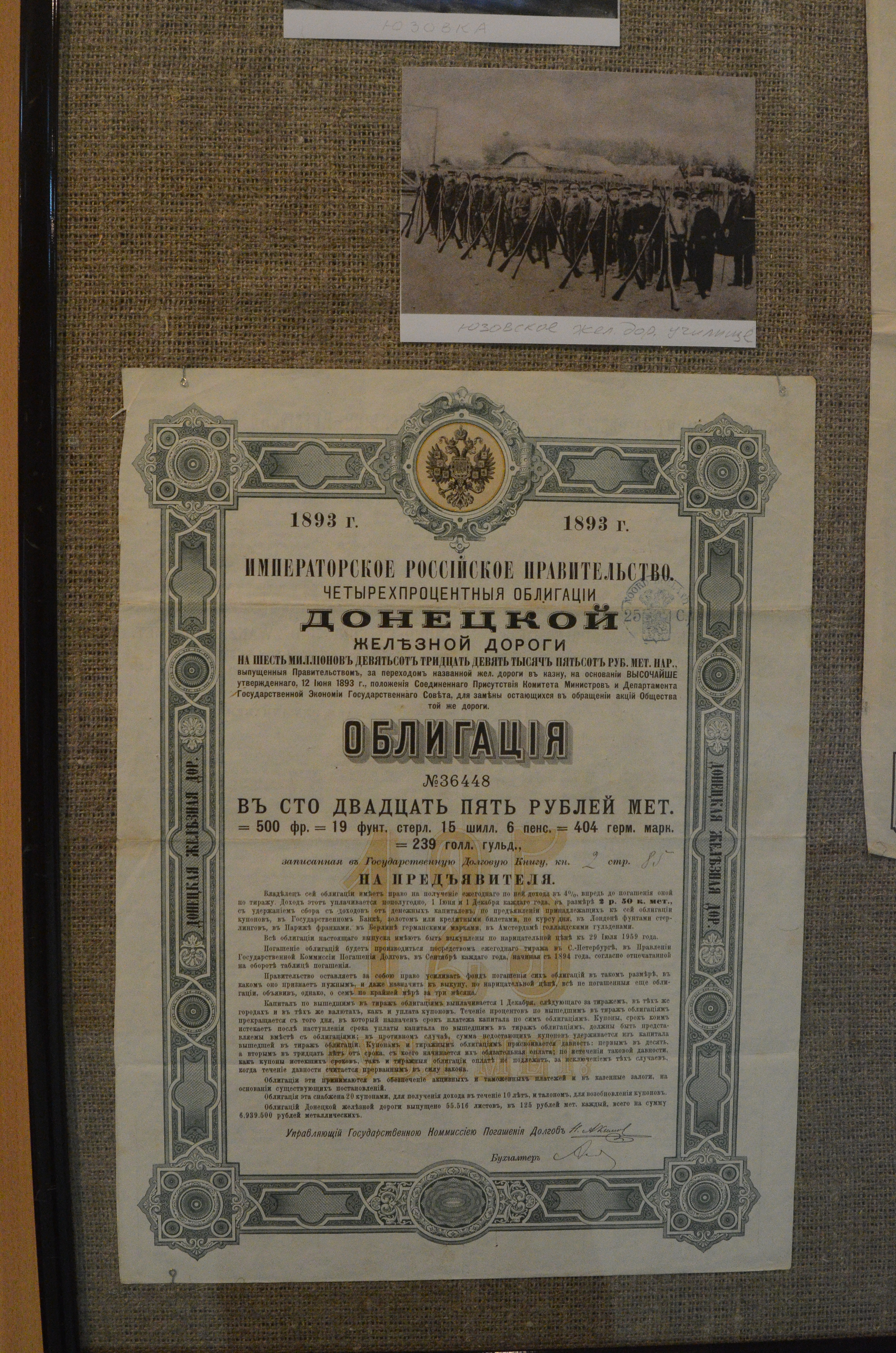
Облігація Північно-Донецької залізниці. Презентована на виставці в Донецьку. 2013 рік

Розташування залізничного управління: місто Харків, в українських губерніях Російської імперії, згодом перенесено в м. Бахмут.

### Передумова
Щоб збільшити вивіз кам'яного вугілля в північно-західні райони Російської імперії і витиснути іноземне вугілля з Балтійського узбережжя, вирішено було побудувати Північно-Донецьку залізницю. Підприємці С. С. Хрулєв і Ф. Є. Єнакієв організували для цієї мети акціонерне товариство.

## Історія
Трасу нової магістралі запропонували покласти від станції Льгов Московсько-Києво-Воронезької залізниці через Харків до станції Лиха Південно-Східної залізниці з перетинанням лінії Попасна—Куп'янськ біля станції Комишуваха і лінії Дебальцеве—Міллєрове Катерининської залізниці по роз'їзду Мамай (між станціями Мілова та Слов'яносербськ).
Роботи велися швидко. Тисячі робітників зводили насип, мости, зруби, укладали баласт, шпали, рейки. У вересні 1911 року на три місяці раніше терміну були виконані роботи першої черги. В експлуатацію здані ділянки Льгов—Основа—Лиман—Родакове, а також Лиман—Слов'янськ та Лиман—Краматорська.
У результаті Північно-Донецька залізниця з'єдналася з Південною і Катерининською магістралями.
На новій залізниці було збудовано 36 станцій, серед них: Святогірськ, Лиман, Яма (Сіверськ), Ниркове (у селищі Ниркове), Сентянівка, Микитівка, Шипілове, Бежанівка, Родакове, тощо. Пізніше на станціях Лиман, Краматорська, Ниркове й Родакове було засновано паротягові депо (нині — локомотивні депо).
Через два роки, 7 вересня 1913 року, було закінчено будівництво лінії Яма—Микитівка, і перший потяг зі станції Микитівка пішов на станцію Яма (тепер Сіверськ).
Акціонери залізниці побудували до соляних шахт під'їзні колії, а станцію Сіль зробили основним 'перевалочним пунктом'. У 1913 році шахти Бахмутського повіту добували щодоби 1310 тонн кам'яної солі, це майже одна четверта частина виробленої в імперії. 
Нова магістраль стала прибутковим підприємством. У 1912 році кожна верста залізниці давала по 18 тисяч рублів дивідендів на рік. Щоправда, власники ставилися до залізниці виключно як для способу легкого заробітку, як наслідок — залізницю побудували з багатьма недоробками і відхиленнями від технічних норм. У ряді місць в колії був відсутній баласт, а шпали лежали на землі.

### Північно-Донецька залізниця  1911—1921
- 1908 — почалося будівництво Північно-Донецької залізниці (Харків—Ізюм—Донбас  та  Харків—Льгов).
- 1909 — відкрито тимчасовий вантажно-пасажирський рух між станціями Слов'янськ та Ізюм, на першій ділянці залізниці що будується.
- 1910 — збудована залізнична лінія Основа—Лиман (довжиною 166 верст), на якій був відкритий тимчасовий рух поїздів[1], а також гілкою Лиман — Слов'янськ (26 верст)[2], залізниця продовжує будуватися.
- 1911 — Введена в експлуатацію лінія Льгов II — Харків — Родакове  Північно-Донецької залізниці, яка пройшла через Суджу. Виконуються пасажирські перевезення й гілками: Лиман — Слов'янськ, Синтянівка — Орловська, Ниркове — Камишеваха, Льгов (Моск.-Києво-Вор.) — Льгов (Півн.-Дон)[3].

Готня стає вузловою станцією.
- 15 вересня 1911 — Відкриття паровозного депо «Основа» (нині ТЧ-3 «Основа» Південної залізниці). Депо обслуговувало лінії Основа—Готня  та  Основа—Лиман[4][5].
- 20 (7) серпня 1913 — відкрита лінія Північно-Донецької залізниці (Льгов II—Харків—Лиха) 572 версти — управління в м. Харкові.
- 1913 введені до експлуатації гілки Яма — Микитівка та Бахмут — Ступки, вугле- і солевозні під'їзні гілки.
- 1916 завершується будівництво продовження основної лінії від ст. Родакове до станції Лиха.
- 1917 відкривається рух гілкою Гришине — Рутченкове[2].
- У 1918—1919 роках у вітчизняній периодиці, на ряду з традиційною назвою, інколи згадувалась як «Північно-Донська залізниця»[6].
- 1 червня 1925 — Сѣв. Дон.ж.д. скорочена, слобожанська частина залізниці увійшла до Південних залізниць, інша частина об'єднана з частиною Катерининської залізниці у Донецьку.

Наприкінці 1920-х рр. до складу Південних введена «вуглевізна» лінія: Красний Лиман(Лиман-1)–Основа(Харків)—Льгов II, та дільниця Харків—Куп'янськ, яка виведена зі складу Південно-Східних залізниць. У такій конфігурації магістралі Південних залізниць мали найбільшу у своїй історії протяжність.

### Донецькі залізниці  1921—1930
- 1 січня 1921 р. — отримала назву «Донецькі залізниці»[7].
- 1921 р. — відкрито гілку Луганськ—Лутугине[8].
- 1 січня 1931 р. — відповідно до Наказу НКШС №1957 від 22.12.1930 «Донецькі залізниці» увійшли до складу Південних залізниць[9].

### Північно-Донецька залізниця  1937—1953
- 1931 — на рівні НКШС було прийнято рішення про розукрупнення ряду залізниць мережі СРСР з метою створення умов для підвищення ефективності управління перевізним процесом та підвищення провізної здатності залізничного транспорту на найважливіших напрямах. У результаті загальна протяжність Південних залізниць значно скоротилася внаслідок відторгнення лінії Лозова—Севастополь, дільниць Безлюдівка—Красний Лиман(Лиман-1)  та  Готня—Льгов. У такій конфігурації система ліній була офіційно затверджена у 1934 році під назвою «Південна залізниця».
- травень 1937 — Північно-Донецька залізниця відтворена внаслідок реорганізації Донецької у Північно-Донецьку та Південно-Донецьку  — управління нової Північно-Донецької залізниці розташовується в Бахмуті.
- 15 травня 1953 — знову скасована, більша частина приєднана до Південно-Донецької залізниці під загальною назвою Донецька залізниця.

### інженери
- В. А. Розанов (?–?) — головний інженер, досвідчений будівельник, він також будував ділянку Житомир—Новоград-Волинський залізничної лінії Гришине–Рівне (1914—1918).[10].
- Сергій Тимошенко — заступник головного інженера Управління Північно-Донецької залізниці, архітектор.

### Керівники залізниці
- 1908–1915 — Федір Єнакієв (директор акціонерного товариства Сѣв. Дон.ж.д.);
- 1917–1922? — Близниченко Андрій Омелянович (комісар);
- 1924–1928 — Лизарєв Федір Семенович (голова правління);
- 1928–1930 — Уланов-Зінов'єв Гаврило Данилович (голова правління);

- 1937–1937 — Яковлєв М. В. (начальник);
- 1937–1939 — Єгоров В'ячеслав Петрович (начальник);
- 1939–1946 — Кривонос Петро Федорович (начальник);
- 1946–1947 — Даниленко Костянтин Іванович (начальник);
- 1947–1948 — Шахрай Петро Касянович (начальник);
- 1948–1953 — Кривенко Яків Миколайович (начальник), він і став керівником об'єднаної мережі на ДонБасі — Донецької залізниці.

## Управління
Перша будівля Управління Північно-Донецької залізниці розташовувалася на Вознесенській площі у місті Харкові.

Будівництво Управління почалося 1910 а завершилося 1913 року. Автор проєкту — цивільний інженер С. П. Тимошенко у співавторстві з архітекторами П. І. Ширшовим та П. В. Соколовим при консультації академіка архітектури Олексія Миколайовича Бекетова.
Будівля коштувала місту 500 тис. рублів, мала власну електростанцію та центральне водяне опалення.

У 1930 році в будівлі колишнього Управління було розташовано щойно створений (на базі Харківського об'єднаного технікуму шляхів сполучень) Харківський експлуатаційно-тяговий інститут інженерів залізничного транспорту (ХііТ). Сучасна адреса будинку: майдан Фейєрбаха, 7. (Пам. арх. «Управління Північно-Донецької Залізниці»).

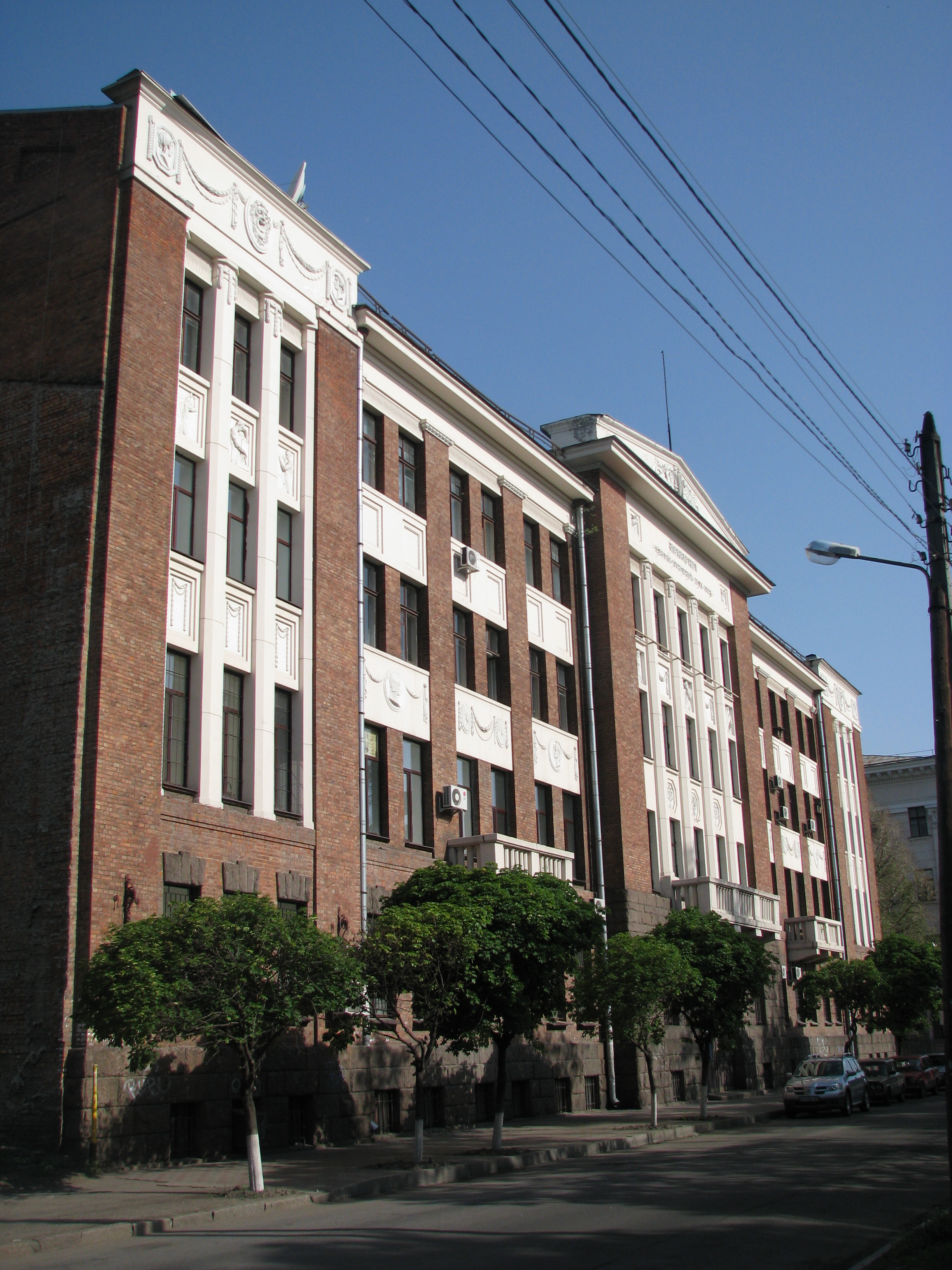
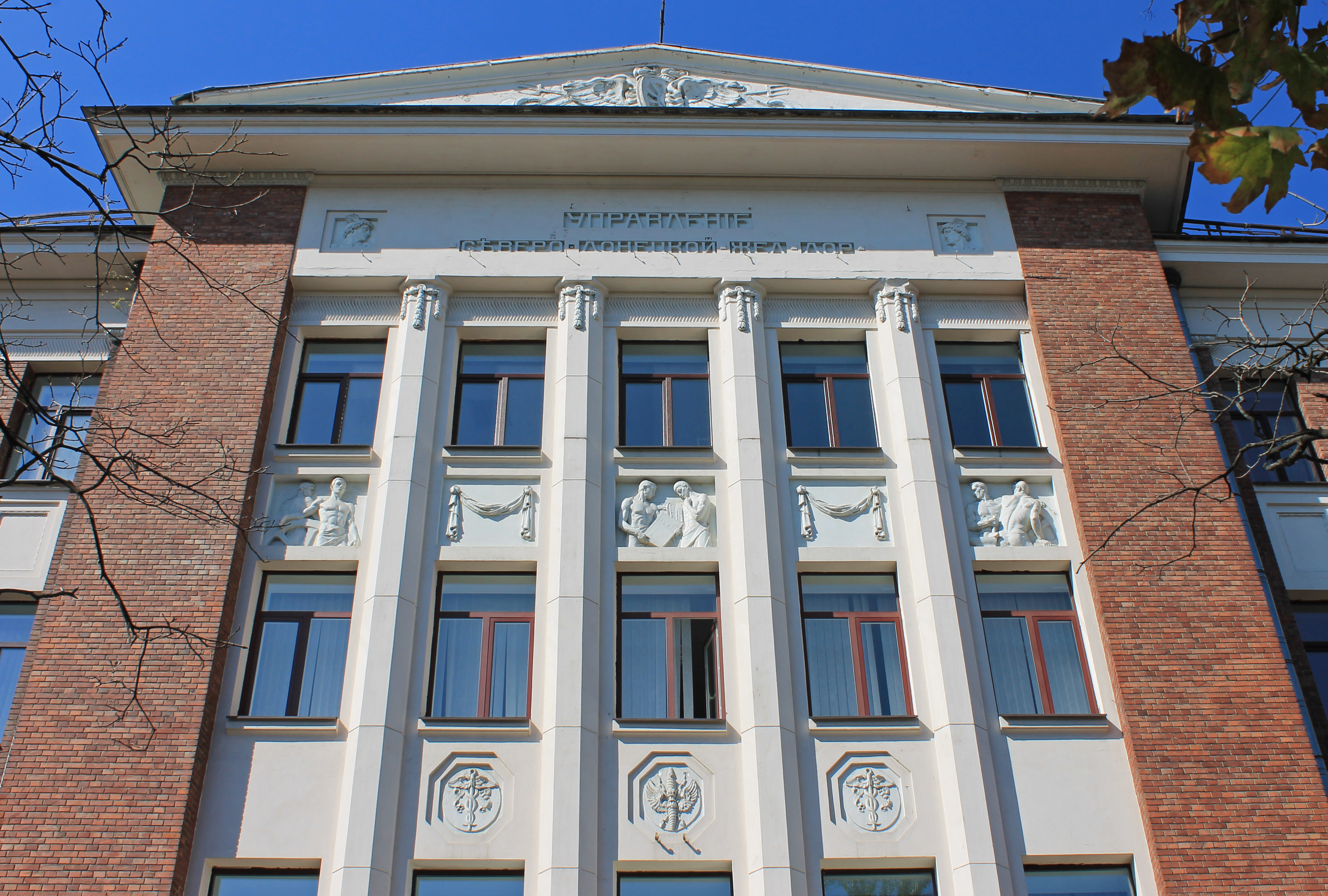
будівля Управління Північно-Донецької залізниці (фрагмент центральної частини фасаду)
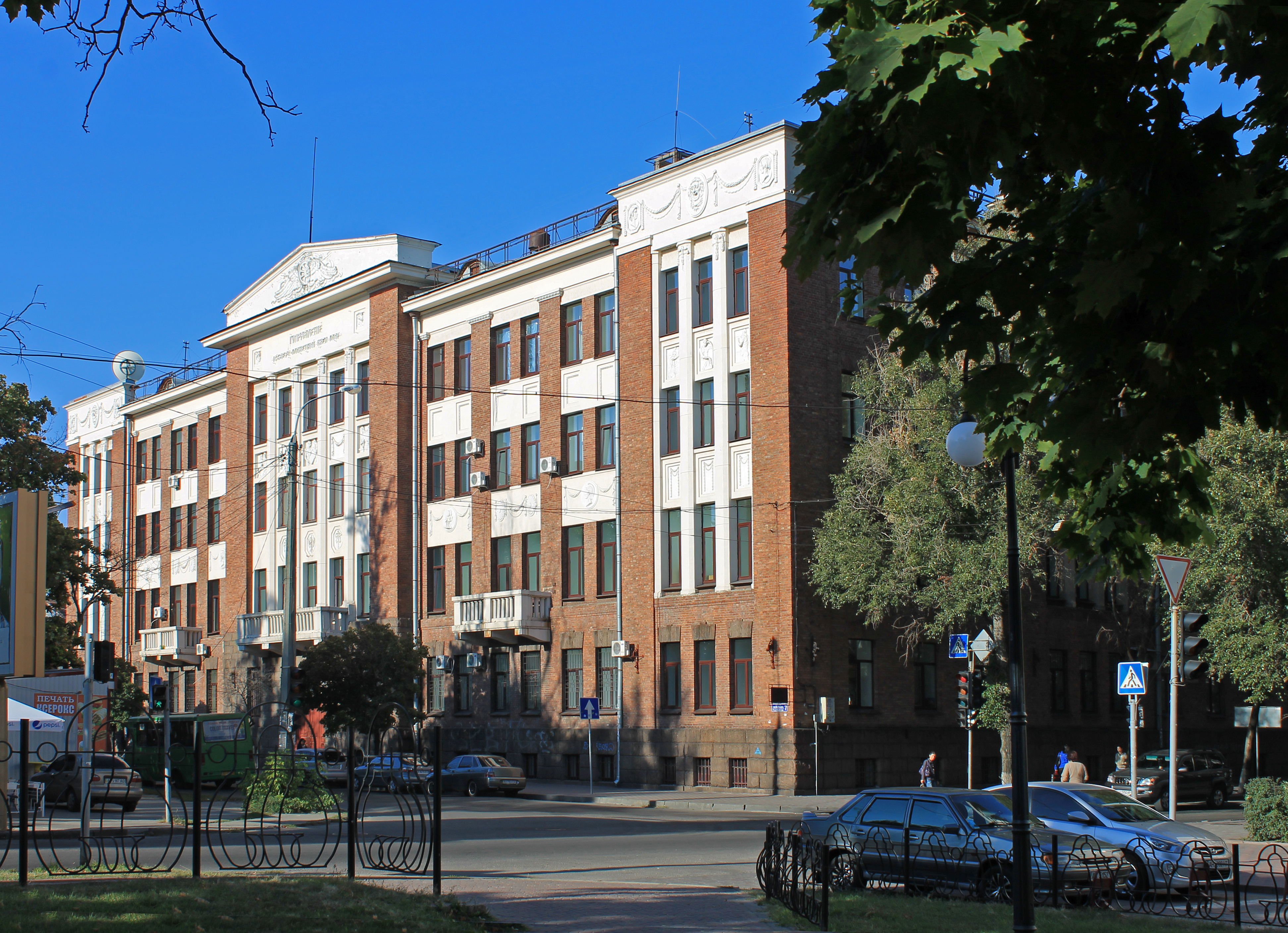
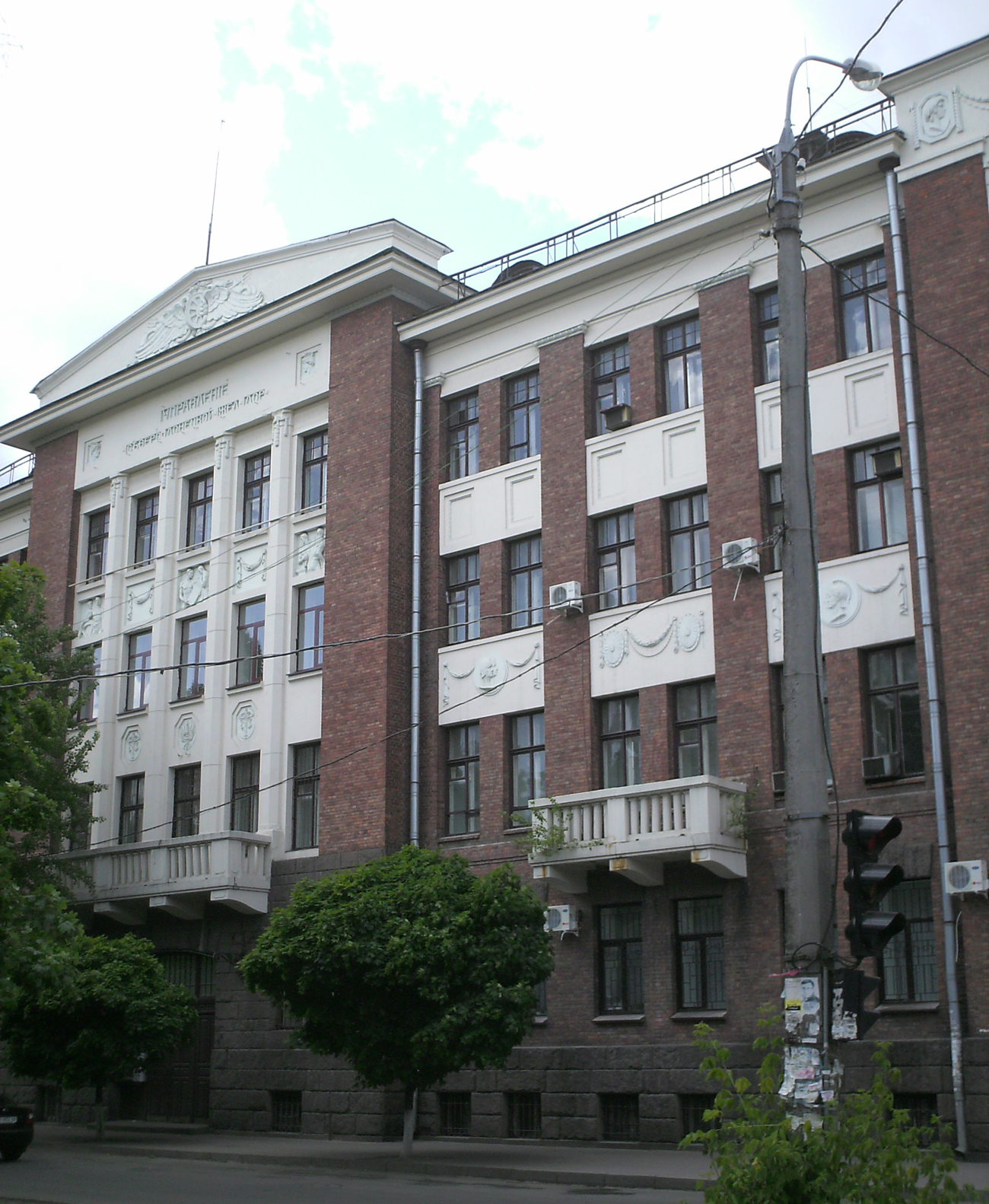
"другий" корпус УкрДУЗТ, арх.: С.П.Тимошенко, В.П.Ширшов, за консультації А.Н.Бекетова, 1910-13.

## Сучасність
Наприкінці 2014 року до Південної залізниці було заплановано приєднати північну частину Донецької залізниці, а саме ділянки: Лозова–Слов'янськ–Костянтинівка, Костянтинівка–Майорська, Костянтинівка–Скотувата (смт.Верхньоторецьке), Лиман–Майорська, Сватове–Попасна–Світлодарське, Сіверськ–Шипилове, Вуглегірськ–Депрерадівка, Дебальцеве–Чорнухине, Дебальцеве–Боржиківка(ім. Крючкова), Кіндрашівська–Лантратівка та Дубове–Вітерець, але таке роспорядження у повній мірі так і не було здійснене, хоча Південна залізниця активно допомагала й допомагає досі в приведенні залізничного господарства цього регіону до ладу.

## Галерея

Старовинні світлини станцій «Сѣв. Дон. ж. д.»
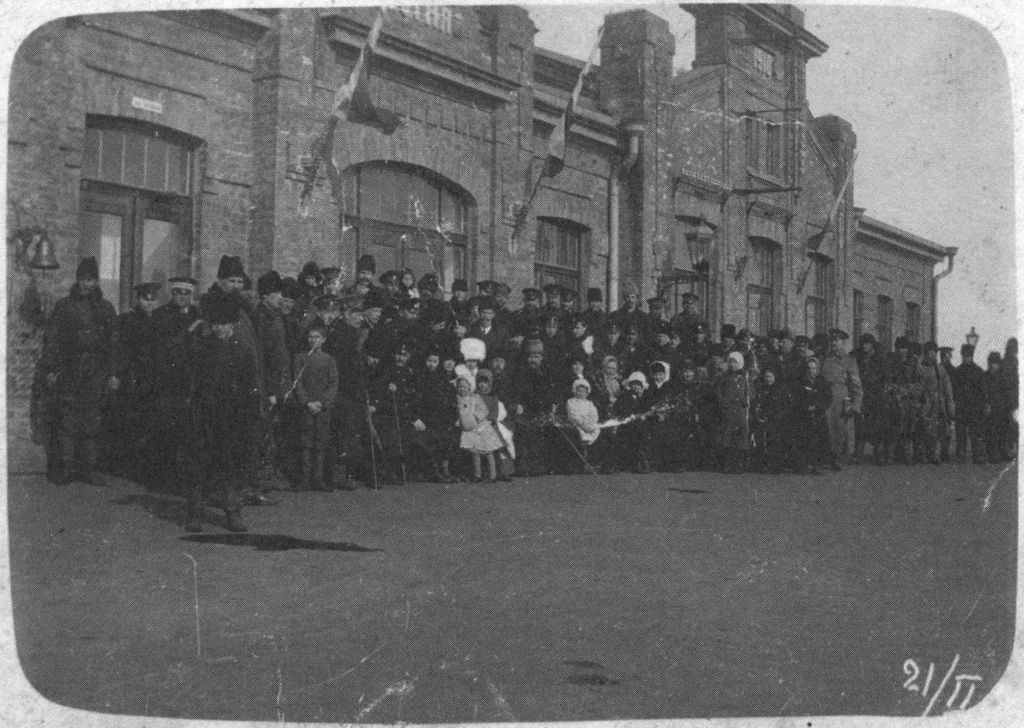
Урочисте відкриття станції Готня
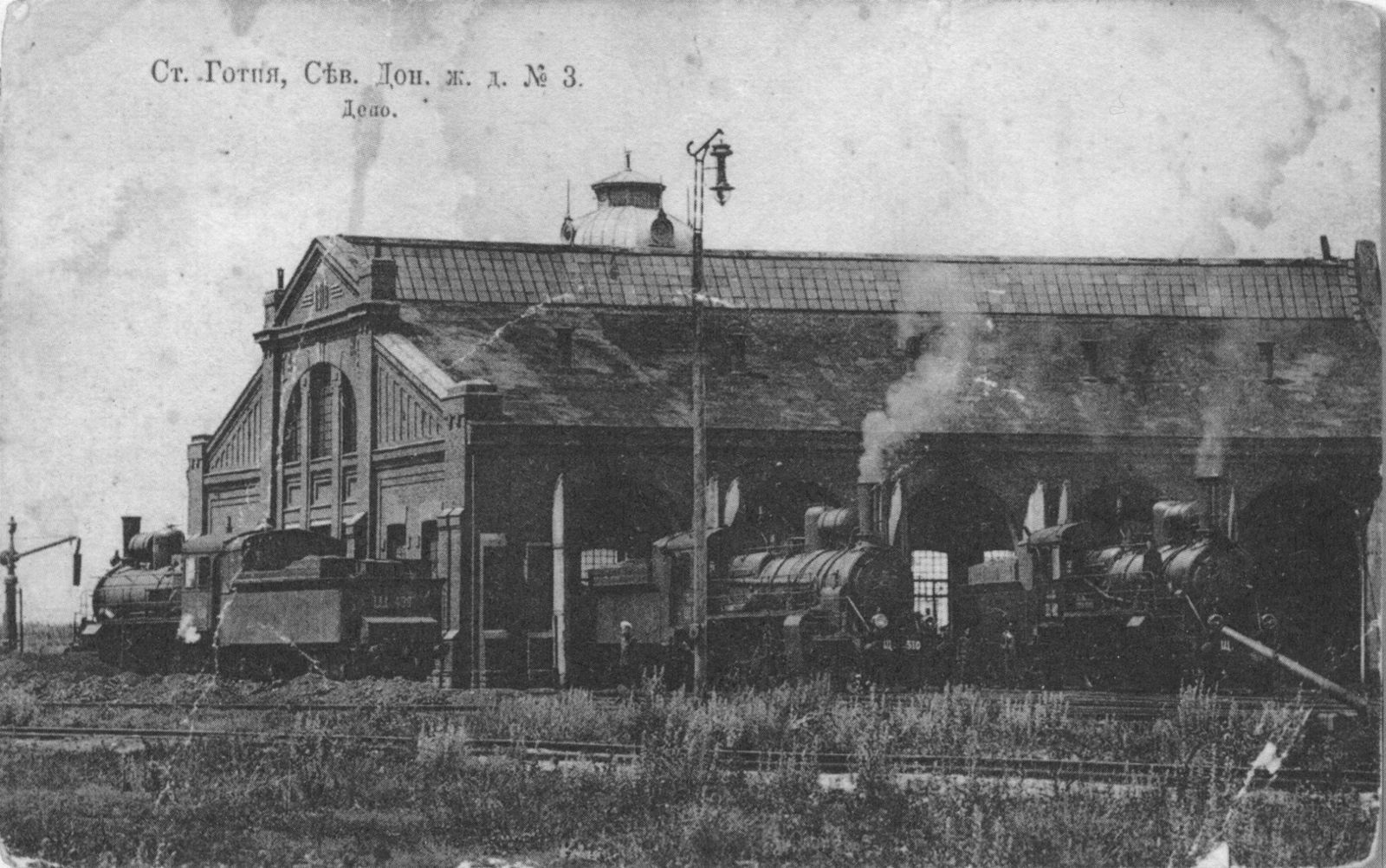
Паровозне депо станції Готня
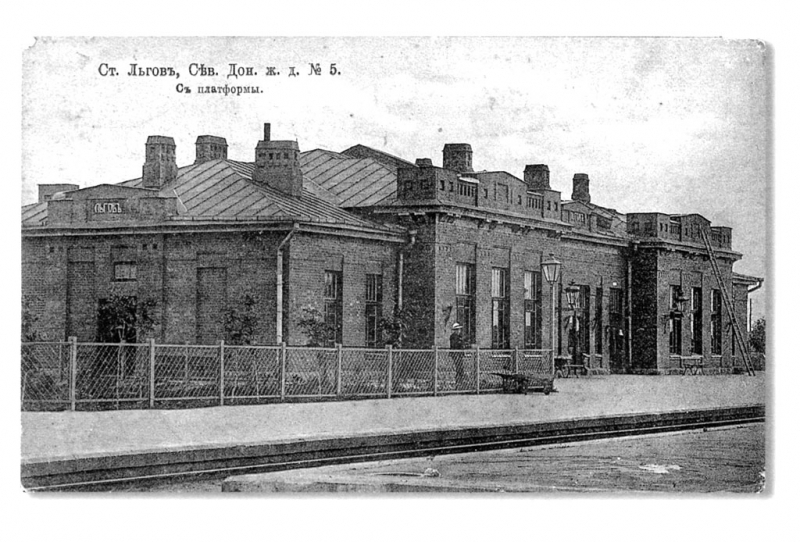
Льгов II. Вид на вокзал зі сторони рейок
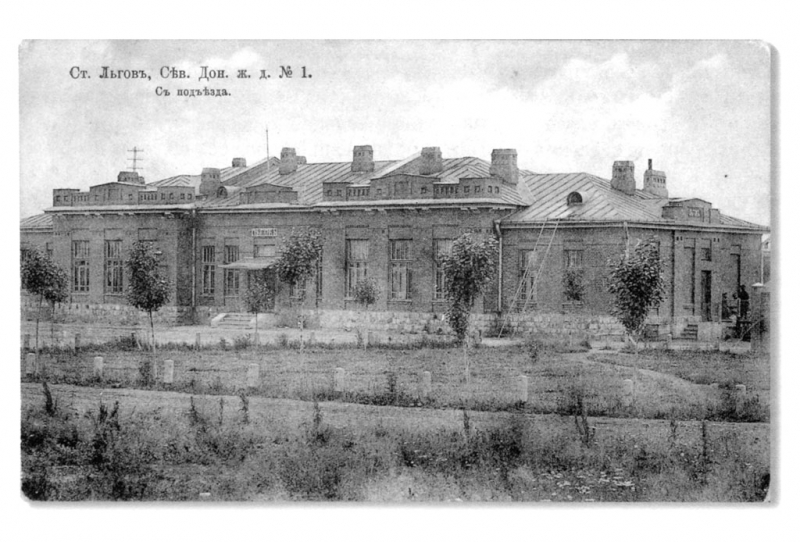
Станція Льгов. Вид з боку парадного входу
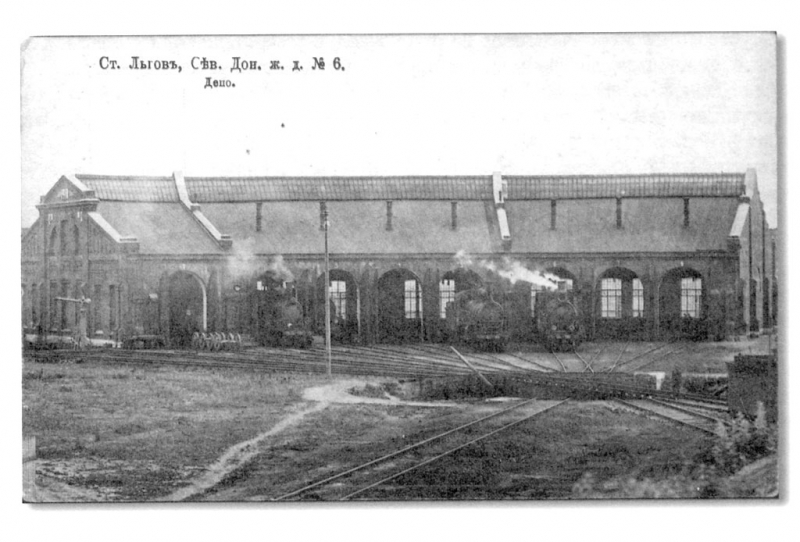
Паровозне депо станції Льгов II
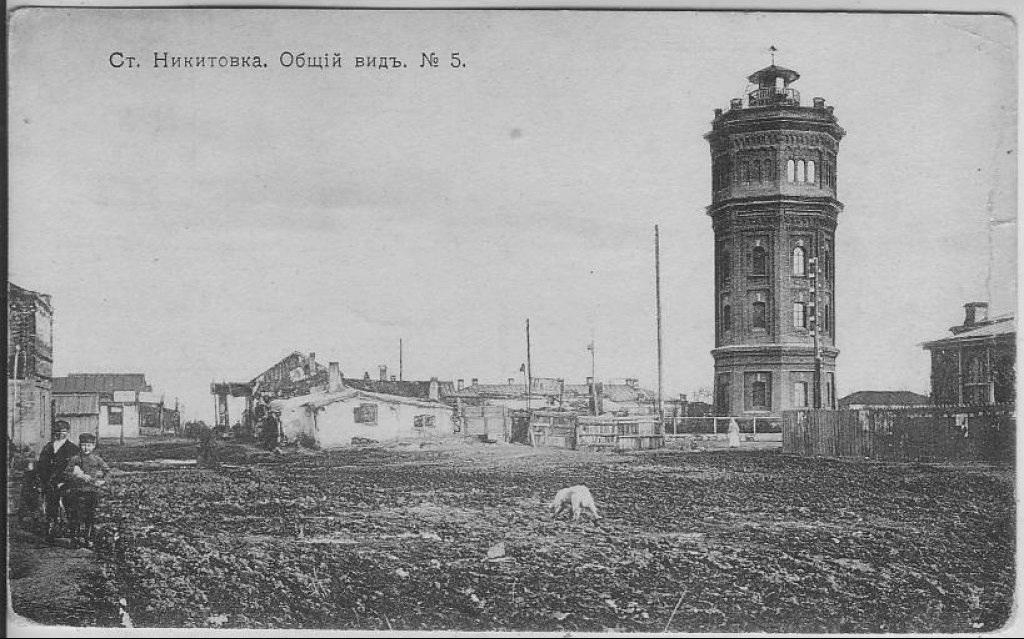
Микитівка

Сучасний вигляд станцій
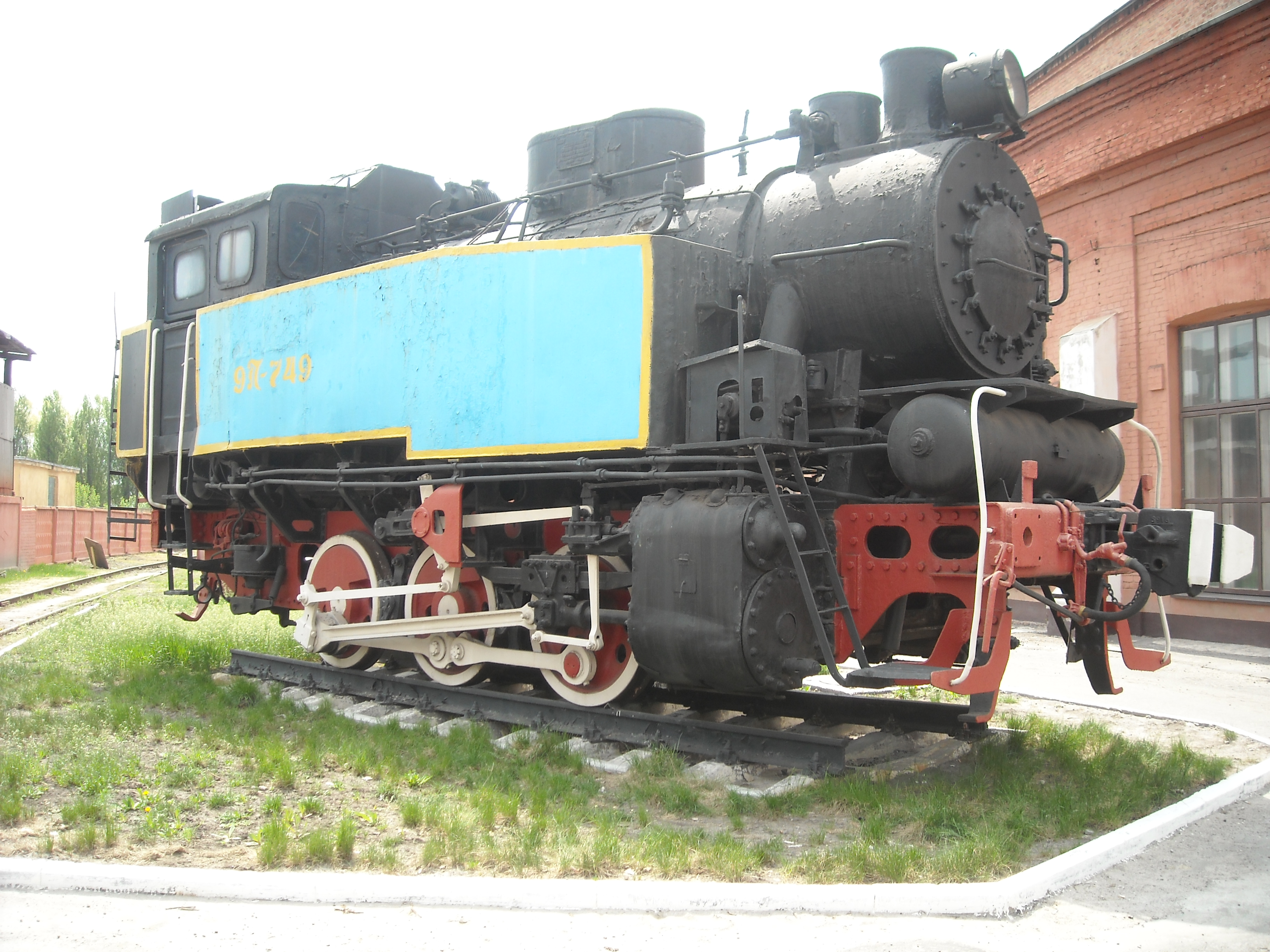
Файл:Основа_депо.jpgСтаровинний паротяг в депо станції Основа
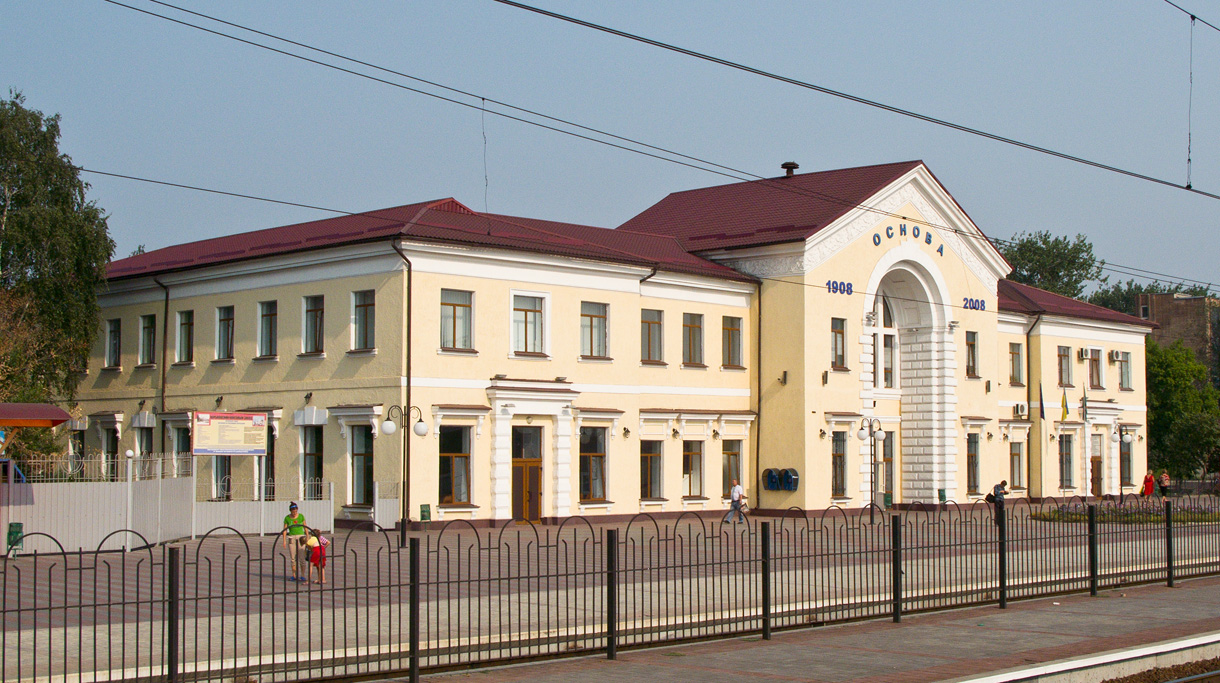
Файл:Вокзал_станції_Основа.jpgсучасна станційна будівля Основи (1951р.)
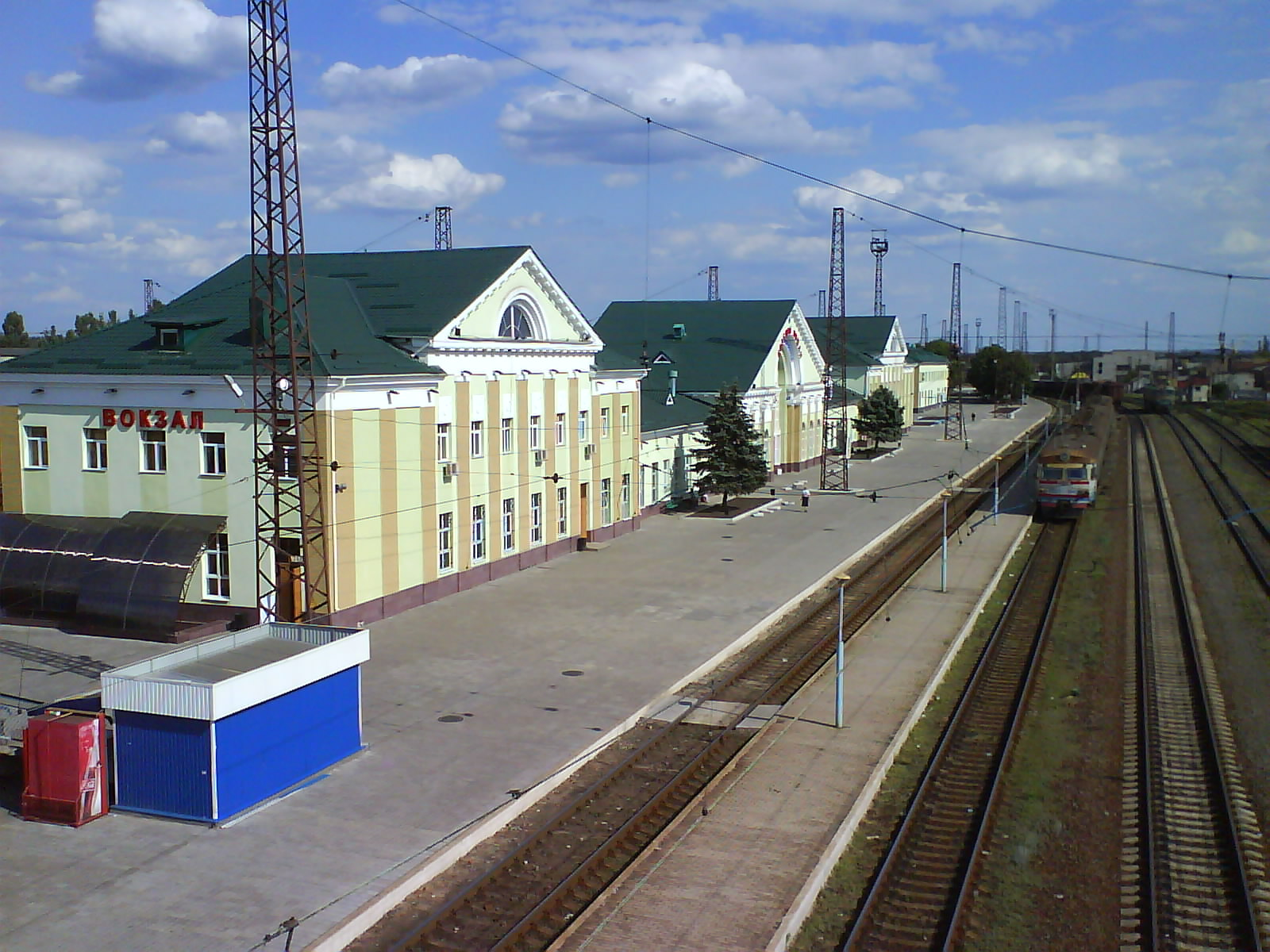
Файл:Залізничний_вокзал_м.Красний_Лиман_після_реставрації.JPGЗалізничний вокзал міста Лиман після реставрації.
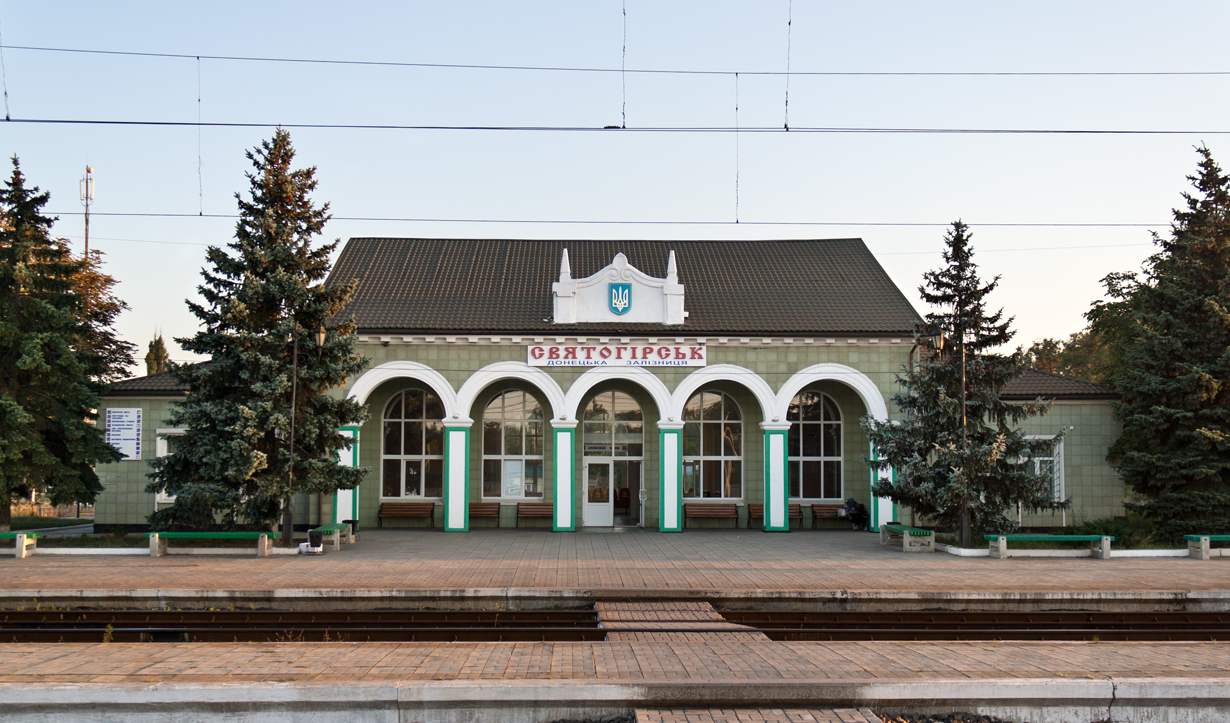
Файл:Станція_Святогірськ.jpgСтанція Святогірськ
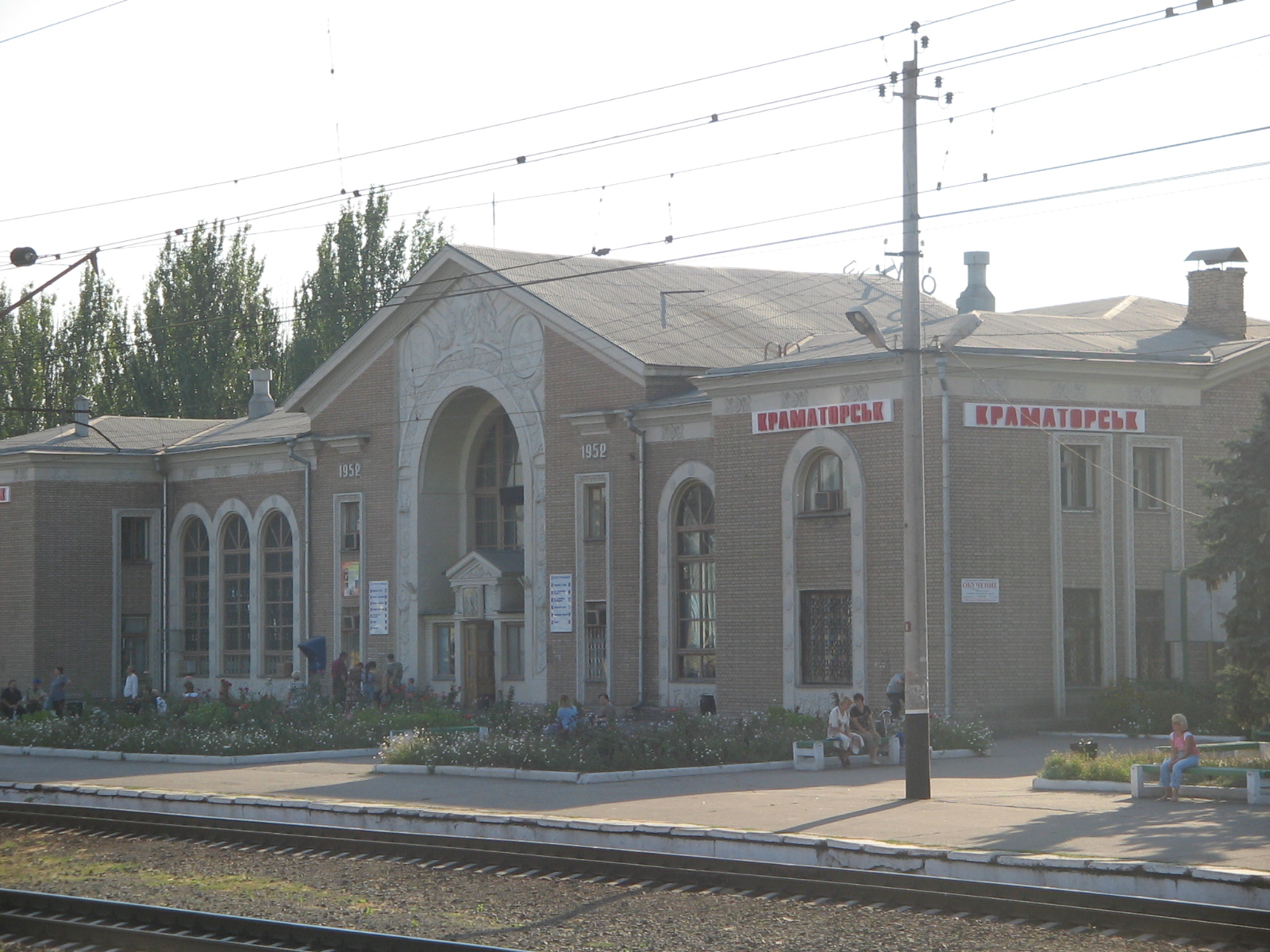
Файл:Kramatorsk_train_station.jpgВокзал міста Краматорськ
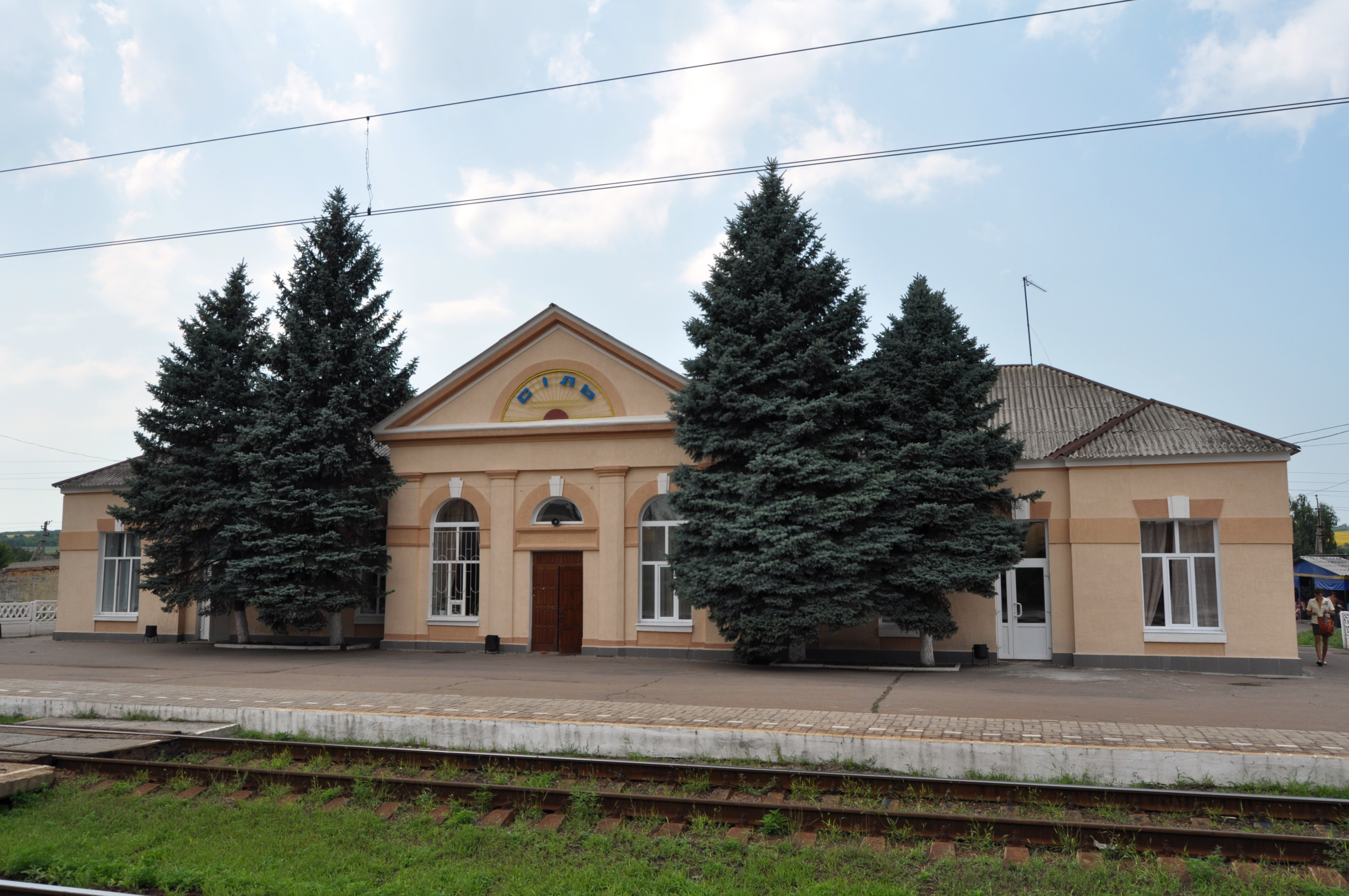
Файл:Railway_station_Sil_Ukraine.JPGБудівля станції Сіль
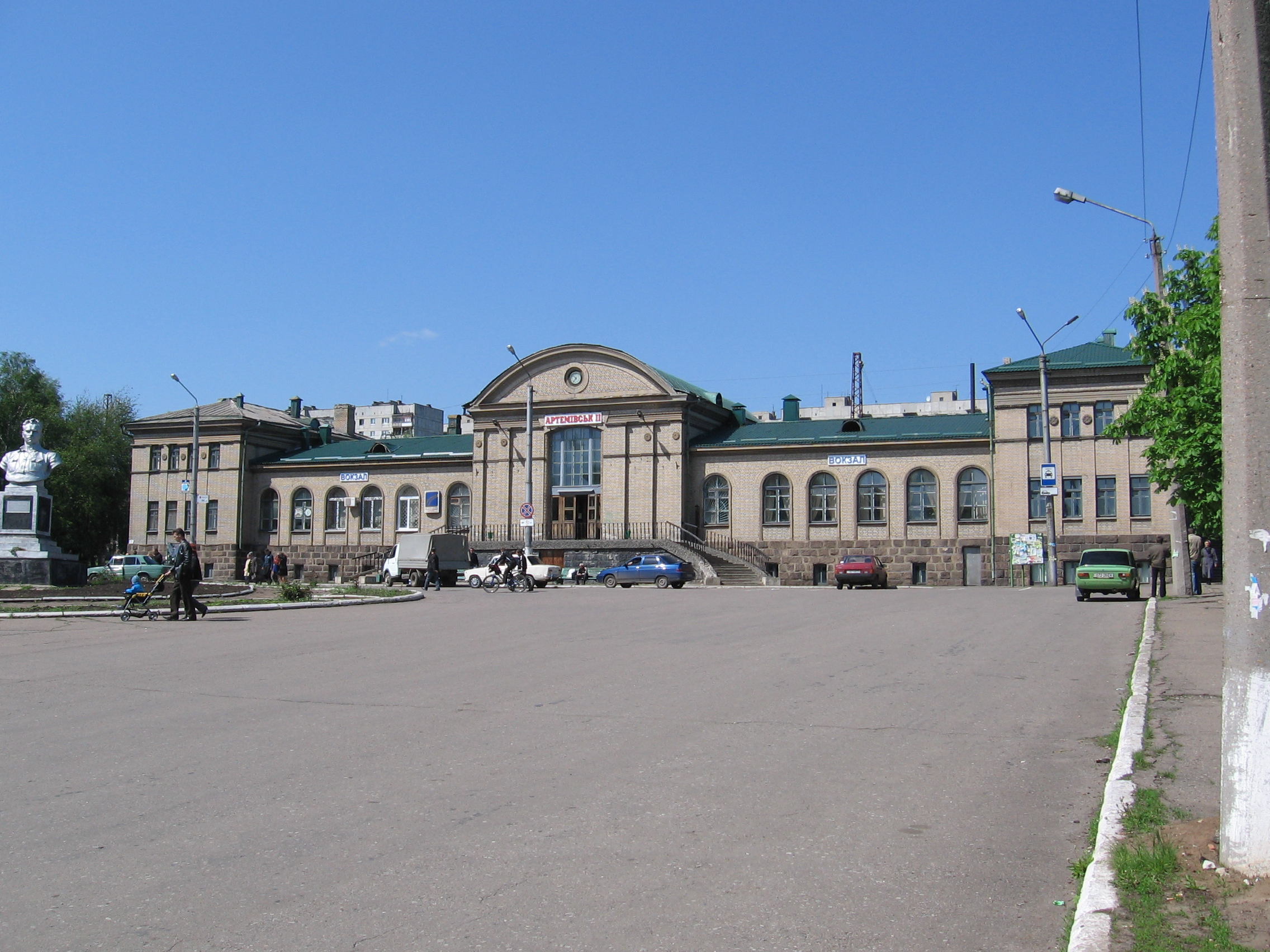
Файл:Артемівський_вокзал.JPGСучасний залізничний вокзал в Бахмуті
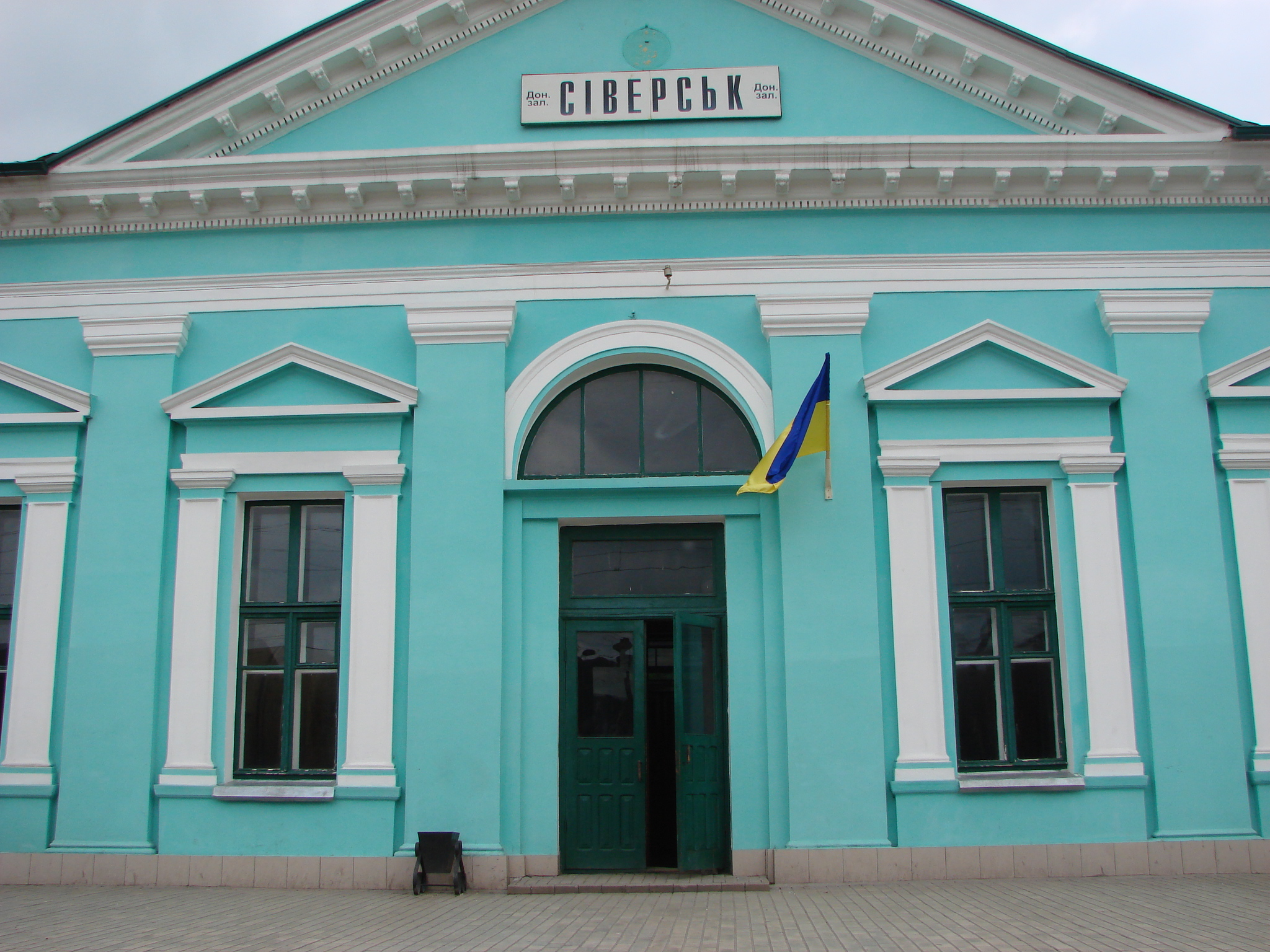
Файл:Сіверськ.JPGЗалізнична станція Сіверськ
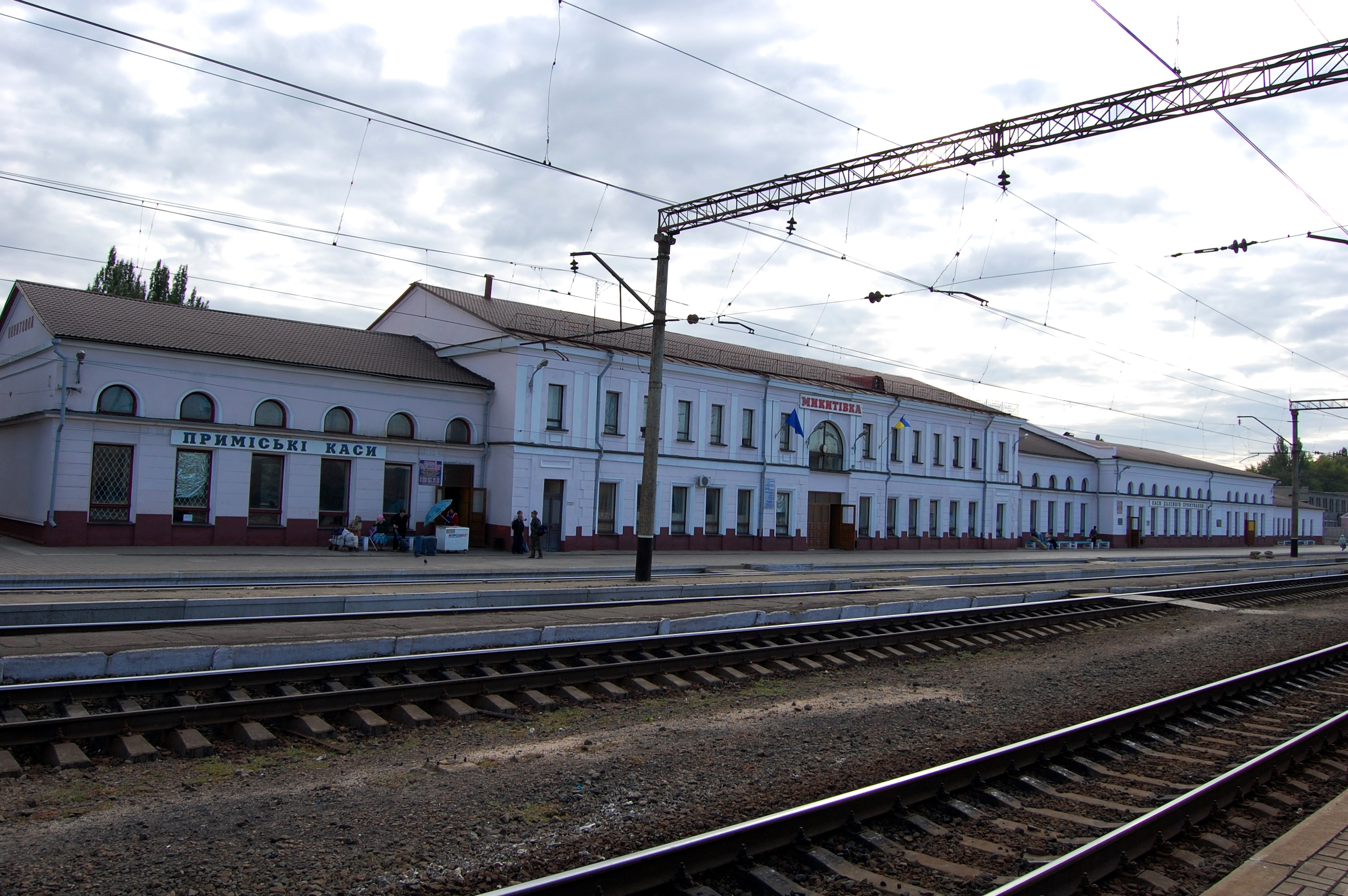
Файл:Mykytivka_Don_2.jpgСтанція Микитівка, загальний вигляд